# BNXT League 2022-23
La BNXT League 2022-23 es la segunda temporada de la BNXT League, la principal liga de baloncesto profesional de Bélgica y Holanda. El campeón fue el equipo neerlandés del ZZ Leiden, que lograba su segundo título consecutivo.

### Equipos 2022-2023 y localización
El 20 de junio de 2022, la liga anunció que 20 equipos obtuvieron una licencia de club. A los The Hague Royals no les fue concedida la licencia.
Nota: Equipos en orden alfabético.
| Club                | Sede             | Pabellón                      | Capacidad    | Fundado      | Títulos nacionales |
| Países Bajos        | Países Bajos     | Países Bajos                  | Países Bajos | Países Bajos | Países Bajos       |
| ------------------- | ---------------- | ----------------------------- | ------------ | ------------ | ------------------ |
| Apollo Amsterdam    | Ámsterdam        | Apollohal                     | 1500         | 2011         | –                  |
| Aris Leeuwarden     | Leeuwarden       | Kalverdijkje                  | 1700         | 2004         | –                  |
| BAL                 | Weert            | Sporthal Boshoven             | 1000         | 2013         | –                  |
| Den Helder Suns     | Den Helder       | Sporthal Sportlaan            | 1000         | 2016         | –                  |
| Donar               | Groningen        | MartiniPlaza                  | 4350         | 1951         | 7                  |
| Feyenoord           | Rotterdam        | Topsportcentrum Rotterdam     | 2500         | 1954         | –                  |
| Heroes Den Bosch    | 's-Hertogenbosch | Maaspoort                     | 2800         | 1952         | 16                 |
| Landstede Hammers   | Zwolle           | Landstede Sportcentrum        | 1200         | 1995         | 1                  |
| Yoast United        | Bemmel           | De Schaapskooi                | 650          | 2020         | –                  |
| ZZ Leiden           | Leiden           | Vijf Meihal                   | 2000         | 1958         | 4                  |
| Bélgica             |                  |                               |              |              |                    |
| Antwerp Giants      | Amberes          | Lotto Arena                   | 5218         | 1995         | 1                  |
| Kangoeroes Mechelen | Malinas          | Winketkaai                    | 1500         | 2009         | –                  |
| Leuven Bears        | Leuven           | Sportoase                     | 3400         | 1999         | –                  |
| Liège Basket        | Lieja            | Country Hall                  | 5000         | 1967         | –                  |
| Limburg United      | Hasselt          | Alverberg Sporthal            | 1730         | 2014         | –                  |
| Mons-Hainaut        | Mons             | Mons Arena                    | 4000         | 1959         | –                  |
| Okapi Aalst         | Aalst            | Okapi Forum                   | 2800         | 1949         | –                  |
| Oostende            | Ostende          | Sleuyter Arena                | 5000         | 1970         | 22                 |
| Circus Brussels     | Bruselas         | Piscine de Neder-Over-Hembeek | 1200         | 1957         | –                  |
| Spirou              | Charleroi        | Spiroudome                    | 6200         | 1989         | 10                 |

## Ronda nacional

### Países Bajos

#### Clasificación
| Pos. | Equipo            | PJ | G  | P  | GF   | GC   | DG   | Pts | Clasificación                  |
| ---- | ----------------- | -- | -- | -- | ---- | ---- | ---- | --- | ------------------------------ |
| 1    | Heroes Den Bosch  | 18 | 18 | 0  | 1607 | 1177 | +430 | 36  | Clasificados para Elite Gold   |
| 2    | ZZ Leiden         | 18 | 13 | 5  | 1411 | 1173 | +238 | 31  | Clasificados para Elite Gold   |
| 3    | Landstede Hammers | 18 | 11 | 7  | 1477 | 1367 | +110 | 29  | Clasificados para Elite Gold   |
| 4    | Aris Leeuwarden   | 18 | 11 | 7  | 1457 | 1386 | +71  | 29  | Clasificados para Elite Gold   |
| 5    | Donar             | 18 | 10 | 8  | 1383 | 1269 | +114 | 28  | Clasificados para Elite Gold   |
| 6    | Yoast United      | 18 | 10 | 8  | 1475 | 1448 | +27  | 28  | Clasificados para Elite Silver |
| 7    | Feyenoord         | 18 | 8  | 10 | 1336 | 1335 | +1   | 26  | Clasificados para Elite Silver |
| 8    | Den Helder Suns   | 18 | 4  | 14 | 1264 | 1553 | −289 | 22  | Clasificados para Elite Silver |
| 9    | BAL               | 18 | 4  | 14 | 1222 | 1483 | −261 | 22  | Clasificados para Elite Silver |
| 10   | Apollo Amsterdam  | 18 | 1  | 17 | 1126 | 1567 | −441 | 19  | Clasificados para Elite Silver |

 Fuente: BNXT League

#### Resultados
| Local \ Visitante | AMS    | ARI   | BAL   | DON    | DHE   | FEY    | HDB    | LAN    | YOA    | ZZL    |
| ----------------- | ------ | ----- | ----- | ------ | ----- | ------ | ------ | ------ | ------ | ------ |
| Apollo Amsterdam  | —      | 68–86 | 74–79 | 58–87  | 84–81 | 63–81  | 50–112 | 69–95  | 74–98  | 0–20   |
| Aris Leeuwarden   | 110–94 | —     | 74–55 | 88–80  | 91–67 | 83–72  | 74–78  | 79–69  | 92–94  | 75–76  |
| BAL               | 89–80  | 62–73 | —     | 52–78  | 75–77 | 65–82  | 63–103 | 85–109 | 93–100 | 58–72  |
| Donar             | 100–57 | 70–76 | 76–63 | —      | 96–57 | 64–57  | 65–77  | 72–69  | 78–68  | 62–70  |
| Den Helder Suns   | 81–79  | 75–77 | 78–72 | 71–103 | —     | 61–88  | 62–79  | 71–93  | 80–93  | 79–105 |
| Feyenoord         | 84–56  | 87–70 | 66–69 | 89–87  | 52–66 | —      | 57–70  | 77–82  | 77–73  | 80–75  |
| Heroes Den Bosch  | 89–41  | 85–70 | 99–50 | 94–59  | 96–61 | 111–74 | —      | 91–78  | 91–71  | 79–74  |
| Landstede Hammers | 94–62  | 93–76 | 69–79 | 63–68  | 80–72 | 85–73  | 63–80  | —      | 78–73  | 84–83  |
| Yoast United      | 86–68  | 74–93 | 74–70 | 76–70  | 97–66 | 85–74  | 84–85  | 81–108 | —      | 68–79  |
| ZZ Leiden         | 95–49  | 87–70 | 99–43 | 84–68  | 93–59 | 70–66  | 81–88  | 76–65  | 72–80  | —      |

### Bélgica

#### Clasificación
| Pos. | Equipo              | PJ | G  | P  | PF   | PC   | DP   | Pts | Clasificación                  |
| ---- | ------------------- | -- | -- | -- | ---- | ---- | ---- | --- | ------------------------------ |
| 1    | Oostende            | 18 | 14 | 4  | 1589 | 1385 | +204 | 32  | Clasificados para Elite Gold   |
| 2    | Antwerp Giants      | 18 | 12 | 6  | 1431 | 1309 | +122 | 30  | Clasificados para Elite Gold   |
| 3    | Kangoeroes Mechelen | 18 | 11 | 7  | 1504 | 1425 | +79  | 29  | Clasificados para Elite Gold   |
| 4    | Limburg United      | 18 | 10 | 8  | 1528 | 1473 | +55  | 28  | Clasificados para Elite Gold   |
| 5    | Spirou              | 18 | 10 | 8  | 1447 | 1363 | +84  | 28  | Clasificados para Elite Gold   |
| 6    | Leuven Bears        | 18 | 8  | 10 | 1376 | 1379 | −3   | 26  | Clasificados para Elite Silver |
| 7    | Okapi Aalst         | 18 | 8  | 10 | 1419 | 1457 | −38  | 26  | Clasificados para Elite Silver |
| 8    | Mons-Hainaut        | 18 | 7  | 11 | 1469 | 1539 | −70  | 25  | Clasificados para Elite Silver |
| 9    | Liège Basket        | 18 | 6  | 12 | 1379 | 1556 | −177 | 24  | Clasificados para Elite Silver |
| 10   | Phoenix Brussels    | 18 | 4  | 14 | 1321 | 1577 | −256 | 22  | Clasificados para Elite Silver |

 Fuente: BNXT League

#### Resultados
| Local \ Visitante   | ANT   | LEU    | LIE    | LIM    | MEC   | MON     | OKA   | OOS    | BRU    | SPI    |
| ------------------- | ----- | ------ | ------ | ------ | ----- | ------- | ----- | ------ | ------ | ------ |
| Antwerp Giants      | —     | 61–57  | 84–64  | 90–79  | 84–75 | 79–62   | 96–62 | 64–80  | 89–55  | 66–77  |
| Leuven Bears        | 59–74 | —      | 92–76  | 84–76  | 72–68 | 83–94   | 88–69 | 75–79  | 69–53  | 83–81  |
| Liège Basket        | 81–89 | 78–74  | —      | 85–105 | 65–81 | 86–95   | 82–73 | 87–78  | 86–81  | 69–74  |
| Limburg United      | 80–66 | 80–76  | 90–78  | —      | 91–99 | 101–79  | 80–76 | 75–82  | 102–81 | 90–78  |
| Kangoeroes Mechelen | 99–77 | 91–75  | 84–85  | 85–79  | —     | 89–80   | 90–98 | 91–97  | 85–71  | 82–71  |
| Mons-Hainaut        | 75–77 | 71–93  | 99–70  | 98–87  | 67–80 | —       | 72–62 | 80–78  | 110–85 | 66–102 |
| Okapi Aalst         | 78–76 | 83–74  | 84–86  | 80–82  | 77–81 | 88–71   | —     | 80–82  | 85–80  | 86–80  |
| Oostende            | 91–88 | 103–75 | 108–62 | 85–77  | 79–63 | 78–70   | 95–67 | —      | 101–54 | 88–101 |
| Phoenix Brussels    | 67–93 | 73–71  | 82–77  | 71–79  | 81–73 | 114–110 | 68–78 | 84–115 | —      | 55–74  |
| Spirou              | 68–78 | 69–76  | 83–62  | 80–75  | 76–88 | 114–110 | 74–93 | 92–70  | 80–66  | —      |

## Fase internacional

### Elite Gold

#### Clasificación
| Pos. | Equipo              | PJ | G  | P  | PF   | PC   | DP   | Pts | Clasificación                             |
| ---- | ------------------- | -- | -- | -- | ---- | ---- | ---- | --- | ----------------------------------------- |
| 1    | Antwerp Giants      | 10 | 10 | 0  | 2194 | 1951 | +243 | 35  | Accede a Semifinales nacionales (BE)      |
| 2    | Oostende            | 10 | 8  | 2  | 2424 | 2055 | +369 | 34  | Accede a Semifinales nacionales (BE)      |
| 3    | Kangoeroes Mechelen | 10 | 8  | 2  | 2281 | 2145 | +136 | 33  | Accede a Cuartos de final nacionales (BE) |
| 4    | ZZ Leiden           | 10 | 5  | 5  | 2156 | 1919 | +237 | 31  | Accede a Semifinales nacionales (PB)      |
| 5    | Heroes Den Bosch    | 10 | 2  | 8  | 2319 | 1937 | +382 | 30  | Accede a Semifinales nacionales (PB)      |
| 6    | Donar               | 10 | 6  | 4  | 2082 | 1950 | +132 | 30  | Accede a Cuartos de final nacionales (PB) |
| 7    | Landstede Hammers   | 10 | 3  | 7  | 2115 | 2135 | −20  | 28  | Accede a Cuartos de final nacionales (PB) |
| 8    | Limburg United      | 10 | 4  | 6  | 2305 | 2210 | +95  | 28  | Accede a Cuartos de final nacionales (BE) |
| 9    | Spirou              | 10 | 4  | 6  | 2236 | 2193 | +43  | 28  | Accede a Cuartos de final nacionales (BE) |
| 10   | Aris Leeuwarden     | 10 | 0  | 10 | 2211 | 2291 | −80  | 25  | Accede a Cuartos de final nacionales (PB) |

 Fuente: BNXT League

#### Resultados
| Local \ Visitante   | ANT   | ARI    | DON   | HDB   | LAN    | LIM   | MEC   | OOS   | SPI   | ZZL   |
| ------------------- | ----- | ------ | ----- | ----- | ------ | ----- | ----- | ----- | ----- | ----- |
| Antwerp Giants      | —     | 83–63  | 88–81 | 55–54 | 81–64  | —     | —     | —     | —     | 76–64 |
| Aris Leeuwarden     | 68–87 | —      | —     | —     | —      | 75–88 | 90–96 | 78–97 | 84–99 | —     |
| Donar               | 51–65 | —      | —     | —     | —      | 68–66 | 73–48 | 63–60 | 69–55 | —     |
| Heroes Den Bosch    | 65–70 | —      | —     | —     | —      | 92–88 | 71–74 | 76–86 | 88–64 | —     |
| Landstede Hammers   | 57–81 | —      | —     | —     | —      | 77–72 | 84–81 | 66–77 | 97–83 | —     |
| Limburg United      | —     | 96–77  | 77–88 | 84–77 | 81–51  | —     | —     | —     | —     | 70–73 |
| Kangoeroes Mechelen | —     | 76–61  | 74–72 | 70–53 | 101–62 | —     | —     | —     | —     | 80–79 |
| Oostende            | —     | 100–80 | 80–63 | 82–56 | 97–52  | —     | —     | —     | —     | 81–56 |
| Spirou              | —     | 83–78  | 68–71 | 87–80 | 95–79  | —     | —     | —     | —     | 89–98 |
| ZZ Leiden           | 75–77 | —      | —     | —     | —      | 59–55 | 75–77 | 80–75 | 86–66 | —     |

### Elite Silver

#### Clasificación
| Pos. | Equipo           | PJ | G  | P | PF   | PC   | DP   | Pts | Clasificación                             |
| ---- | ---------------- | -- | -- | - | ---- | ---- | ---- | --- | ----------------------------------------- |
| 1    | Leuven Bears     | 10 | 10 | 0 | 2238 | 2034 | +204 | 33  | Accede a Cuartos de final nacionales (BE) |
| 2    | Okapi Aalst      | 10 | 9  | 1 | 2361 | 2237 | +124 | 32  | Accede a Playoffs BNXT                    |
| 3    | Mons-Hainaut     | 10 | 8  | 2 | 2276 | 2268 | +8   | 31  | Accede a Playoffs BNXT                    |
| 4    | Liège Basket     | 10 | 7  | 3 | 2231 | 2313 | −82  | 29  | Accede a Playoffs BNXT                    |
| 5    | Yoast United     | 10 | 3  | 7 | 2276 | 2288 | −12  | 27  | Accede a Cuartos de final nacionales (PB) |
| 6    | Phoenix Brussels | 10 | 5  | 5 | 2173 | 2431 | −258 | 26  | Accede a Playoffs BNXT                    |
| 7    | Feyenoord        | 10 | 2  | 8 | 2107 | 2170 | −63  | 25  | Accede a Playoffs BNXT                    |
| 8    | BAL              | 10 | 3  | 7 | 1954 | 2302 | −348 | 24  | Accede a Playoffs BNXT                    |
| 9    | Den Helder Suns  | 10 | 2  | 8 | 2026 | 2462 | −436 | 23  | Accede a Playoffs BNXT                    |
| 10   | Apollo Amsterdam | 10 | 1  | 9 | 1835 | 2479 | −644 | 20  | Accede a Playoffs BNXT                    |

 Fuente: BNXT League

#### Resultados
| Local \ Visitante | AMS    | BAL    | BRU   | DHE     | FEY    | LEU   | LIE    | MON   | OKA    | YOA   |
| ----------------- | ------ | ------ | ----- | ------- | ------ | ----- | ------ | ----- | ------ | ----- |
| Apollo Amsterdam  | —      | —      | 75–86 | —       | —      | 57–82 | 69–64  | 79–87 | 90–106 | —     |
| BAL               | —      | —      | 69–74 | —       | —      | 71–74 | 82–88  | 70–66 | 91–89  | —     |
| Phoenix Brussels  | 86–81  | 71–77  | —     | 104–109 | 97–105 | —     | —      | —     | —      | 89–84 |
| Den Helder Suns   | —      | —      | 90–89 | —       | —      | 77–87 | 72–87  | 69–89 | 76–77  | —     |
| Feyenoord         | —      | —      | 82–87 | —       | —      | 76–88 | 76–95  | 65–66 | 72–78  | —     |
| Leuven Bears      | 104–58 | 83–65  | —     | 85–56   | 69–62  | —     | —      | —     | —      | 98–71 |
| Liège Basket      | 103–60 | 93–66  | —     | 98–68   | 74–96  | —     | —      | —     | —      | 79–67 |
| Mons-Hainaut      | 90–64  | 79–74  | —     | 88–64   | 82–72  | —     | —      | —     | —      | 64–82 |
| Okapi Aalst       | 104–76 | 102–67 | —     | 105–81  | 99–65  | —     | —      | —     | —      | 97–83 |
| Yoast United      | —      | —      | 82–69 | —       | —      | 62–92 | 101–71 | 90–96 | 79–85  | —     |

## Playoffs nacionales
Países Bajos
|  | Cuartos de final 3–7 Mayo | Cuartos de final 3–7 Mayo | Cuartos de final 3–7 Mayo |                 |   | Semifinales 10–18 Mayo | Semifinales 10–18 Mayo | Semifinales 10–18 Mayo |  |   | Finales 21-29 Mayo | Finales 21-29 Mayo | Finales 21-29 Mayo |  |
|  |                           |                           |                           |                 |   |                        |                        |                        |  |   |                    |                    |                    |  |
|  |                           |                           |                           |                 |   |                        |                        |                        |  |   |                    |                    |                    |  |
|  | 4                         | Landstede Hammers         | 1                         |                 |   |                        |                        |                        |  |   |                    |                    |                    |  |
|  | 4                         | Landstede Hammers         | 1                         |                 |   |                        |                        |                        |  |   |                    |                    |                    |  |
|  | 5                         | Aris Leeuwarden           | 2                         |                 |   |                        |                        |                        |  |   |                    |                    |                    |  |
|  | 5                         | Aris Leeuwarden           | 2                         |                 | 1 | ZZ Leiden              | 3                      |                        |  |   |                    |                    |                    |  |
|  |                           |                           |                           |                 | 1 | ZZ Leiden              | 3                      |                        |  |   |                    |                    |                    |  |
|  |                           |                           | 5                         | Aris Leeuwarden | 0 |                        |                        |                        |  |   |                    |                    |                    |  |
|  | 3                         | Donar                     | 5                         | Aris Leeuwarden | 0 | 2                      |                        |                        |  |   |                    |                    |                    |  |
|  | 3                         | Donar                     |                           |                 |   |                        |                        |                        |  |   |                    |                    |                    |  |
|  | 6                         | Yoast United              | 0                         |                 |   |                        |                        |                        |  |   |                    |                    |                    |  |
|  | 6                         | Yoast United              | 0                         |                 |   |                        |                        |                        |  | 1 | ZZ Leiden          | 3                  |                    |  |
|  |                           |                           |                           |                 |   |                        |                        |                        |  | 1 | ZZ Leiden          | 3                  |                    |  |
|  |                           |                           | 3                         | Donar           | 2 |                        |                        |                        |  |   |                    |                    |                    |  |
|  |                           |                           | 3                         | Donar           | 2 |                        |                        |                        |  |   |                    |                    |                    |  |
|  |                           |                           |                           |                 |   |                        |                        |                        |  |   |                    |                    |                    |  |
|  |                           |                           |                           |                 |   |                        |                        |                        |  |   |                    |                    |                    |  |
|  |                           | 2                         | Heroes Den Bosch          | 1               |   |                        |                        |                        |  |   |                    |                    |                    |  |
|  |                           |                           |                           | 1               |   |                        |                        |                        |  |   |                    |                    |                    |  |
|  |                           |                           | 3                         | Donar           | 3 |                        |                        |                        |  |   |                    |                    |                    |  |
|  |                           |                           | 3                         | Donar           | 3 |                        |                        |                        |  |   |                    |                    |                    |  |
|  |                           |                           |                           |                 |   |                        |                        |                        |  |   |                    |                    |                    |  |
|  |                           |                           |                           |                 |   |                        |                        |                        |  |   |                    |                    |                    |  |
|  |                           |                           |                           |                 |   |                        |                        |                        |  |   |                    |                    |                    |  |
|  |                           |                           |                           |                 |   |                        |                        |                        |  |   |                    |                    |                    |  |

#### Cuartos de final
| Equipo 1          | Series | Equipo 2        | 1.er partido | 2.º partido | 3.er partido |
| ----------------- | ------ | --------------- | ------------ | ----------- | ------------ |
| Donar             | 2–0    | Yoast United    | 75–65        | 89–72       | –            |
| Landstede Hammers | 1–2    | Aris Leeuwarden | 98–101       | 80–76       | 82–101       |

#### Semifinales
| Equipo 1         | Series | Equipo 2        | 1.er partido | 2.º partido | 3.er partido | 4.º partido | 5.º partido |
| ---------------- | ------ | --------------- | ------------ | ----------- | ------------ | ----------- | ----------- |
| ZZ Leiden        | 3–0    | Aris Leeuwarden | 99–93        | 72–64       | 98–94        | –           | –           |
| Heroes Den Bosch | 1–3    | Donar           | 71–68        | 60–69       | 65–78        | 54–67       | –           |

#### Finales
| Equipo 1  | Series | Equipo 2 | 1.er partido | 2.º partido | 3.er partido | 4.º partido | 5.º partido |
| --------- | ------ | -------- | ------------ | ----------- | ------------ | ----------- | ----------- |
| ZZ Leiden | 3–2    | Donar    | 91–94        | 68–65       | 55–64        | 68–45       | 82–81       |

Bélgica
|  | Cuartos de final 3–7 Mayo | Cuartos de final 3–7 Mayo | Cuartos de final 3–7 Mayo |                     |   | Semifinales 10–18 Mayo | Semifinales 10–18 Mayo | Semifinales 10–18 Mayo |  |   | Finales 21-29 Mayo | Finales 21-29 Mayo | Finales 21-29 Mayo |  |
|  |                           |                           |                           |                     |   |                        |                        |                        |  |   |                    |                    |                    |  |
|  |                           |                           |                           |                     |   |                        |                        |                        |  |   |                    |                    |                    |  |
|  | 4                         | Limburg United            | 2                         |                     |   |                        |                        |                        |  |   |                    |                    |                    |  |
|  | 4                         | Limburg United            | 2                         |                     |   |                        |                        |                        |  |   |                    |                    |                    |  |
|  | 5                         | Spirou                    | 0                         |                     |   |                        |                        |                        |  |   |                    |                    |                    |  |
|  | 5                         | Spirou                    | 0                         |                     | 1 | Antwerp Giants         | 3                      |                        |  |   |                    |                    |                    |  |
|  |                           |                           |                           |                     | 1 | Antwerp Giants         | 3                      |                        |  |   |                    |                    |                    |  |
|  |                           |                           | 4                         | Limburg United      | 1 |                        |                        |                        |  |   |                    |                    |                    |  |
|  | 3                         | Kangoeroes Mechelen       | 4                         | Limburg United      | 1 | 2                      |                        |                        |  |   |                    |                    |                    |  |
|  | 3                         | Kangoeroes Mechelen       |                           |                     |   |                        |                        |                        |  |   |                    |                    |                    |  |
|  | 6                         | Leuven Bears              | 1                         |                     |   |                        |                        |                        |  |   |                    |                    |                    |  |
|  | 6                         | Leuven Bears              | 1                         |                     |   |                        |                        |                        |  | 1 | Antwerp Giants     | 1                  |                    |  |
|  |                           |                           |                           |                     |   |                        |                        |                        |  | 1 | Antwerp Giants     | 1                  |                    |  |
|  |                           |                           | 2                         | Oostende            | 3 |                        |                        |                        |  |   |                    |                    |                    |  |
|  |                           |                           | 2                         | Oostende            | 3 |                        |                        |                        |  |   |                    |                    |                    |  |
|  |                           |                           |                           |                     |   |                        |                        |                        |  |   |                    |                    |                    |  |
|  |                           |                           |                           |                     |   |                        |                        |                        |  |   |                    |                    |                    |  |
|  |                           | 2                         | Oostende                  | 3                   |   |                        |                        |                        |  |   |                    |                    |                    |  |
|  |                           |                           |                           | 3                   |   |                        |                        |                        |  |   |                    |                    |                    |  |
|  |                           |                           | 3                         | Kangoeroes Mechelen | 2 |                        |                        |                        |  |   |                    |                    |                    |  |
|  |                           |                           | 3                         | Kangoeroes Mechelen | 2 |                        |                        |                        |  |   |                    |                    |                    |  |
|  |                           |                           |                           |                     |   |                        |                        |                        |  |   |                    |                    |                    |  |
|  |                           |                           |                           |                     |   |                        |                        |                        |  |   |                    |                    |                    |  |
|  |                           |                           |                           |                     |   |                        |                        |                        |  |   |                    |                    |                    |  |
|  |                           |                           |                           |                     |   |                        |                        |                        |  |   |                    |                    |                    |  |

#### Cuartos de final
| Equipo 1            | Series | Equipo 2     | 1.er partido | 2.º partido | 3.er partido |
| ------------------- | ------ | ------------ | ------------ | ----------- | ------------ |
| Limburg United      | 2–0    | Spirou       | 81–71        | 83–77       | –            |
| Kangoeroes Mechelen | 2–1    | Leuven Bears | 75–62        | 62–86       | 98–89        |

#### Semifinales
| Equipo 1       | Series | Equipo 2            | 1.er partido | 2.º partido | 3.er partido | 4.º partido | 5.º partido |
| -------------- | ------ | ------------------- | ------------ | ----------- | ------------ | ----------- | ----------- |
| Antwerp Giants | 3–1    | Limburg United      | 59–77        | 62–50       | 89–74        | 77–70       | –           |
| Oostende       | 3–2    | Kangoeroes Mechelen | 87–77        | 70–73       | 84–74        | 77–92       | 82–59       |

#### Finales
| Equipo 1       | Series | Equipo 2 | 1.er partido | 2.º partido | 3.er partido | 4.º partido | 5.º partido |
| -------------- | ------ | -------- | ------------ | ----------- | ------------ | ----------- | ----------- |
| Antwerp Giants | 1–3    | Oostende | 63–62        | 60–94       | 70–86        | 60–81       | —           |

## Playoffs BNXT

### Primera ronda
| Equipo 1                   | Agr.    | Equipo 2         | Ida   | Vuelta |
| -------------------------- | ------- | ---------------- | ----- | ------ |
| Okapi Aalst                | 188–161 | Apollo Amsterdam | 87–94 | 101–67 |
| Circus Brussels Basketball | 152–137 | Feyenoord        | 77–75 | 75–62  |
| Mons-Hainaut               | 176–165 | Den Helder Suns  | 98–82 | 78–83  |
| Liège Basket               | 170–120 | BAL              | 80–68 | 90–52  |

### Segunda ronda
| Equipo 1          | Agr.    | Equipo 2                   | Ida   | Vuelta |
| ----------------- | ------- | -------------------------- | ----- | ------ |
| Leuven Bears      | 176–146 | Okapi Aalst                | 75–81 | 101–65 |
| Spirou            | 169–144 | Circus Brussels Basketball | 84–61 | 85–83  |
| Landstede Hammers | 179–186 | Liège Basket               | 79–94 | 100–92 |
| Yoast United      | 166–168 | Mons-Hainaut               | 75–86 | 91–82  |

### Tercera ronda
| Equipo 1            | Agr.    | Equipo 2     | Ida   | Vuelta |
| ------------------- | ------- | ------------ | ----- | ------ |
| Heroes Den Bosch    | 141–154 | Leuven Bears | 70–80 | 71–74  |
| Aris Leeuwarden     | 149–177 | Spirou       | 84–91 | 65–86  |
| Limburg United      | 179–157 | Liège Basket | 88–79 | 91–78  |
| Kangoeroes Mechelen | 158–117 | Mons-Hainaut | 93–61 | 65–56  |

### Cuarta ronda
| Equipo 1       | Agr.    | Equipo 2            | Ida   | Vuelta |
| -------------- | ------- | ------------------- | ----- | ------ |
| Leuven Bears   | 154–162 | Spirou              | 82–83 | 72–79  |
| Limburg United | 176–144 | Kangoeroes Mechelen | 93–71 | 83–73  |

### Cuartos de final
| Equipo 1       | Agr.    | Equipo 2       | Ida   | Vuelta |
| -------------- | ------- | -------------- | ----- | ------ |
| Antwerp Giants | 134–162 | Spirou         | 67–85 | 67–77  |
| Donar          | 164–175 | Limburg United | 67–87 | 97–88  |

### Semifinales
| Equipo 1  | Agr.    | Equipo 2       | Ida   | Vuelta |
| --------- | ------- | -------------- | ----- | ------ |
| ZZ Leiden | 157-125 | Spirou         | 86-67 | 71-58  |
| Oostende  | 190-154 | Limburg United | 86-87 | 104-67 |

### Final
| Equipo 1  | Series | Equipo 2 | 1.er partido | 2.º partido | 3.er partido |
| --------- | ------ | -------- | ------------ | ----------- | ------------ |
| ZZ Leiden | 2-1    | Oostende | 66-79        | 76-63       | 91-80        |